# Scarabaeoidea
Scarabaeoidea je jedinou nadčeledí v infrařádu Scarabaeiformia. Patří sem přes 35 000 druhů brouků. Současné výzkumy naznačují, že tato nadčeleď není úplně kompaktní a část by mohla patřit do nadčeledi Staphyliniformia. Členění do čeledí je v současné době podrobováno revizi a jednotlivé entomologické autority mají na řazení čeledí do této nadčeledi odlišné názory.

## Podřízené taxony
- Belohinidae Paulian 1959
- Bolboceratidae Laporte de Castelnau, 1840
- Ceratocanthidae White 1842
- Diphyllostomatidae Holloway 1972
- Geotrupidae Latreille, 1802 – chrobákovití
- Glaphyridae MacLeay, 1819
- Glaresidae Semenov-Tian-Shanskii and Medvedev 1932
- Hybosoridae Erichson, 1847
- Lucanidae Latreille 1804 – roháčovití
- Ochodaeidae Mulsant and Rey 1871
- Passalidae Leach, 1815 – vrzounovití
- Pleocomidae LeConte 1861
- Scarabaeidae Latreille 1802 – vrubounovití
- Trogidae MacLeay 1819